# 巴比伦第四王朝
巴比伦第四王朝（前1153年-前1022年）是巴比伦在前12世纪的统一兴盛的政权，前承加喜特王朝，其后被亚兰人所摧毁。
在巴比伦王表A中，巴比伦第四王朝被记录为𒁄𒉺𒊺，𒉺𒊺的阿卡德语读为išinnu，实际上指的是伊辛，即这个王朝实际上为「伊辛」王朝。因此这个王朝也会被称之为伊辛第二王朝，但和相对应的第一王朝不同，巴比伦第四王朝的政治中心不在伊辛，仍然在巴比伦。
巴比伦第四王朝在早期积极对外扩张，入侵亚述、埃兰等地区。诸多巴比伦文学，比如《埃努玛·埃里什》，一般认为就成文自这一时期。加喜特王朝的界碑等文物也在第四王朝仍然经常可以见到。
到了晚期，随着饥荒和亚兰人的活动，第四王朝走向衰落，北方包括巴比伦城在内渐渐被亚兰人所控制。此王朝最终非常模糊地被南方建立的新政权所取代。
| 王名                   | 王名    | 在位                          |
| ---------------------- | ------- | ----------------------------- |
| 马尔杜克·卡比特·阿海舒 | 𒀭𒀫𒌓𒂂𒉽𒌍𒋙 | 约公元前1157年—约公元前1140年 |
| 伊提·马尔杜克·巴拉图   | 𒆠𒀭𒀫𒌓𒁷   | 约公元前1139年—约公元前1132年 |
| 尼努尔塔·那丁·舒米     | 𒀭𒈦𒈾𒁷𒈬   | 约公元前1131年—约公元前1126年 |
| 那布·库杜瑞·乌苏尔     | 𒀭𒀝𒃻𒁺𒌶   | 约公元前1125年—约公元前1104年 |
| 恩利尔·那丁·阿普利     | 𒀭𒂗𒈬𒀀    | 约公元前1103年—约公元前1100年 |
| 马尔杜克·那丁·阿海     | 𒀭𒀫𒌓𒋧𒋀𒎌  | 约公元前1099年—约公元前1082年 |
| 马尔杜克·沙皮克·泽瑞   | 𒀭𒀫𒌓𒁾𒆰   | 约公元前1081年—约公元前1069年 |
| 阿达德·阿普拉·伊地那   | 𒀭𒅎𒀁𒈬    | 约公元前1068年—约公元前1047年 |
| 马尔杜克·阿海·埃瑞巴   | 𒀭𒋙𒈬𒋢𒁀   | 约公元前1046年                |
| 马尔杜克·泽尔·……       | 𒀭𒋙𒆰…    | 约公元前1045年—约公元前1034年 |
| 那布·舒穆·里布尔       | 𒀭𒀝𒈬𒇷𒁓   | 约公元前1033年—约公元前1026年 |
| 1. 2.                  |         |                               |